# Legenda o Imandrze
Legenda o Imandrze – lapońska legenda dotycząca terenów Półwyspu Kolskiego i Chibin.
W głębi Chibin żyć miał lapoński myśliwy, który miał piękną i srogą córkę Imandrę, polującą wraz z ojcem i śmiejącą się w wyjątkowo piękny sposób. Śmiech ten usłyszał inny, młody myśliwy i podążył w kierunku, z którego dobiegał. Gdy zobaczył Imandrę od razu się w niej zakochał, a uczucie zostało odwzajemnione przez dziewczynę. Duma jednak kazała jej wyjść za mąż tylko za najlepszego myśliwego. Nakazała więc ukochanemu złowić jej najokazalszego renifera z żyjących w górach. Gdy młodzieniec spotkał taką sztukę podążył za nią w Chibiny, gdzie jednak obsunął się wraz ze śniegiem w głęboką szczelinę. Imandra prosiła bogów o ożywienie młodzieńca, jednak ci jej nie usłuchali. Wykuli natomiast w pobliskiej skale jego twarz, tak by dziewczyna musiała wciąż na nią patrzeć. Czyniła to bez ustanku wylewając całe jezioro łez - obecne jezioro Imandra. Z łez, które zimny wiatr rozniósł po górach powstał natomiast nikiel, lokalne naturalne bogactwo.